# Taurolema dalensi
Taurolema dalensi is een keversoort uit de familie van de boktorren (Cerambycidae). De wetenschappelijke naam van de soort werd voor het eerst geldig gepubliceerd in 2007 door Touroult & Tavakilian.